# 日本女性法律家協会
日本女性法律家協会（にほんじょせいほうりつかきょうかい）は、法律文化の発展と会員相互の親睦をはかることを目的とする、女性の弁護士、裁判官、検察官、法律学者から構成される全国組織の団体である。

## 活動
女性法律家のより円滑な活動を推進するために、セミナー、研究会、講演など会員の相互ネットワークを作ることに加え、会員の円滑な職務遂行を図るための様々な提言を行っており、民法改正、特に選択的夫婦別姓制度の導入推進などを積極的に行っている。

## 関連団体
- 日本弁護士連合会
- 日本司法書士会連合会 - 全国司法書士女性会
- 全国女性税理士連盟
- 日本女医会